# Liste de jeux Game Boy

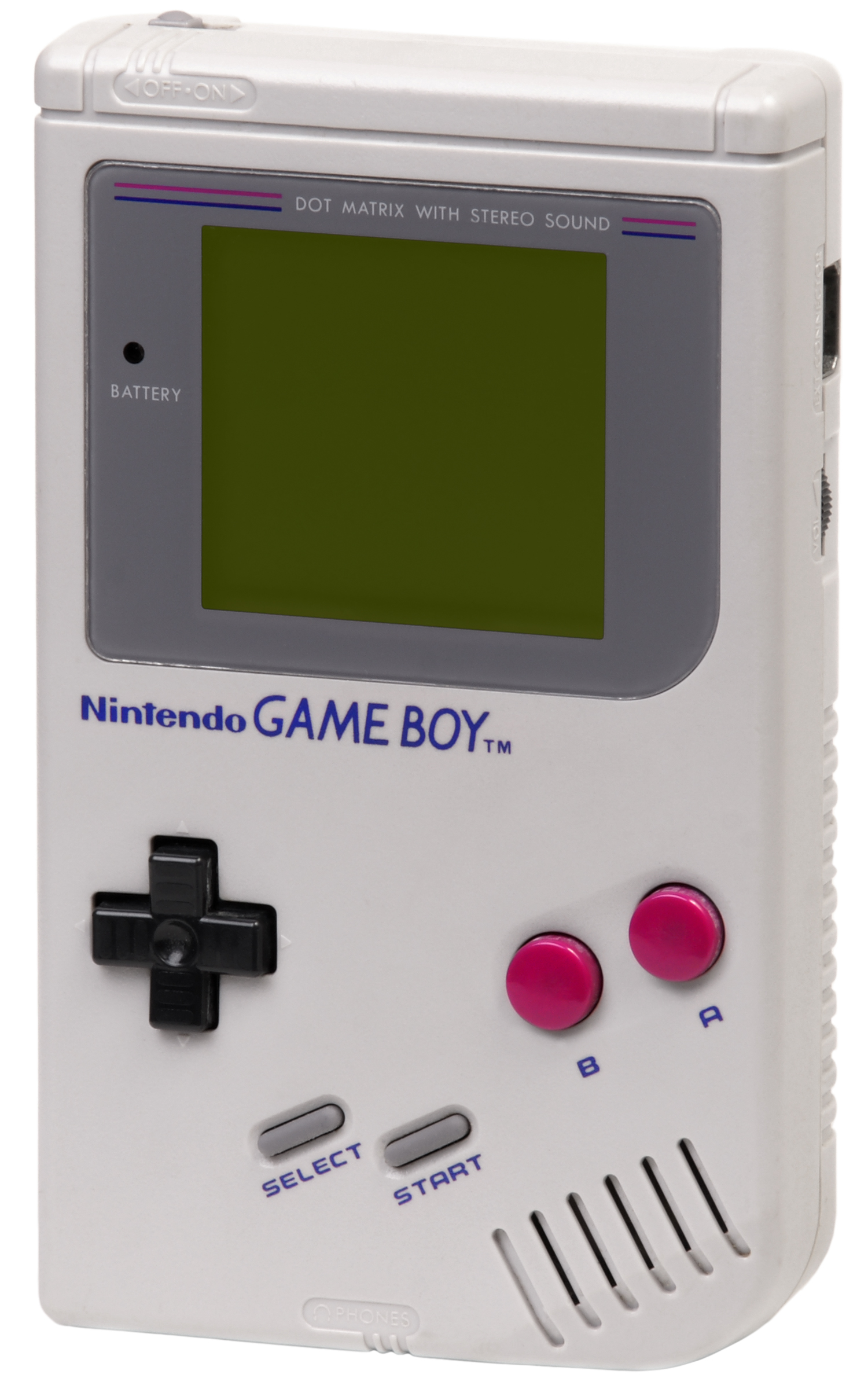
Console portable de jeux vidéos Game Boy

Cette liste de jeux Game Boy recense des jeux vidéo édités sur la Game Boy, console portable de Nintendo.
Pour un souci de cohérence, la liste utilise les noms français des jeux, si ce nom existe.
- Liste de jeux Game Boy multijoueur
- Liste de jeux Game Boy Color
- Liste de jeux Game Boy Advance

- Haut – A
- B
- C
- D
- E
- F
- G
- H
- I
- J
- K
- L
- M
- N
- O
- P
- Q
- R
- S
- T
- U
- V
- W
- X
- Y
- Z

## 0-9
- 3 Chōme no Tama: Tama and Friends - 3 Chōme Obake Panic!!
- 3-Fun Yosō Umaban Club
- 4-in-1 Funpak
- 4-in-1 Funpak: Volume II

## A
- Aa Harimanada
- Addams Family, The
- Addams Family, The: Pugsley's Scavenger Hunt
- Adventure Island
- Adventure Island II
- Adventures of Lolo
- Adventures of Rocky and Bullwinkle and Friends, The
- Adventures of Star Saver, The
- Aerostar
- After Burst
- Aguri Suzuki F-1 Super Driving
- Akazukin Chacha
- Aladdin
- Alentejo: Tinto's Law
- Alfred Chicken
- Alien 3
- Alien Olympics 2044 AD
- Alien vs. Predator: The Last of His Clan
- Alleyway
- All-Star Baseball '99
- Altered Space: A 3-D Alien Adventure
- Amazing Penguin
- Amazing Spider-Man, The
- Amazing Tater
- America Ōdan Ultra-Quiz
- America Ōdan Ultra-Quiz 2
- America Ōdan Ultra-Quiz Part 3
- America Ōdan Ultra-Quiz Part 4
- Animaniacs
- Another Bible
- Aoki Densetsu Shoot!
- Arcade Classic No. 1: Asteroids / Missile Command
- Arcade Classic No. 2: Centipede / Millipede
- Arcade Classic No. 3: Galaga / Galaxian
- Arcade Classic No. 4: Defender / Joust
- Aretha
- Aretha II
- Aretha III
- Arme fatale, L'
- Asmik-kun World II
- Astérix
- Astérix et Obélix
- Asteroids
- Astro Rabby
- Attack of the Killer Tomatoes
- Avenging Spirit
- Ayakashi no Shiro

## B
- Baken-ō TV '94
- Baken-ō V3
- Bakuchō Retrieve Master
- Bakuchō Retsuden Shō: Hyper Fishing
- Balloon Kid
- Banishing Racer
- Barbie: Game Girl
- Bart Simpson's Escape from Camp Deadly
- Bart vs. The Juggernauts
- Baseball
- Bases Loaded
- Bass Fishing Tatsujin Techō
- Bataille navale
- Batman: The Video Game
- Batman Forever
- Batman: Return of the Joker
- Batman: The Animated Series
- Battle Arena Toshinden
- Battle Bull
- Battle Crusher
- Battle Dodge Ball
- Battle of Kingdom
- Battle of Olympus, The
- Battle Ping Pong
- Battle Space
- Battle Unit Zeoth
- Battle City
- Battleship: The Classic Naval Combat Game
- Battletoads
- Battletoads and Double Dragon: The Ultimate Team
- Battletoads in Ragnarok's World
- Battlezone & Super Breakout
- Beethoven 2
- Beetlejuice
- Best of the Best: Championship Karate
- Bikkuri Nekketsu Shin Kiroku! Dokodemo Kin Medal
- Bill and Ted's Excellent Game Boy Adventure
- Bill Elliot's NASCAR Fast Tracks
- Bionic Battler
- Bionic Commando
- Bishōjo Senshi Sailor Moon
- Black Bass: Lure Fishing
- Blades of Steel
- Blaster Master Jr.
- Block Kuzushi GB
- Blodia
- Blues Brothers, The
- Blues Brothers, The: Jukebox Adventure
- Bo Jackson: Two Games In One
- Boggle Plus
- Bomb Jack
- Bomberman Collection
- Bomberman GB 2
- Bomberman GB 3
- Bonk's Adventure
- Bonk's Revenge
- Booby Boys
- Boomer's Adventure in Asmik World
- Bossu, Le
- Bossu de Notre-Dame, Le
- Boulder Dash
- Boxxle
- Boxxle II
- Boy and His Blob, A: The Rescue of Princess Blobette
- Brain Drain
- Brain Bender
- Bram Stoker's Dracula
- BreakThru!
- Bubble Bobble
- Bubble Bobble: Part 2
- Bubble Ghost
- Bubsy II
- Bugs Bunny Collection
- Bugs Bunny Crazy Castle, The (Mickey Mouse au Japon)
- Bugs Bunny Crazy Castle 2, The (Mickey Mouse 2 au Japon, Mickey Mouse et Hugo en Europe)
- Burai Fighter Deluxe
- BurgerTime Deluxe
- Burning Paper
- Bust-a-Move 2: Arcade Edition
- Bust-a-Move 3 DX

## C
- Caesars Palace
- Capcom Quiz: Hatena? no Daibōken
- Captain America and the Avengers
- Captain Tsubasa J
- Captain Tsubasa VS
- Card Game
- Casino FunPak
- Casper
- Castelian
- Castle Quest
- Castlevania: The Adventure
- Castlevania II: Belmont's Revenge
- Castlevania Legends
- Catrap
- Cauchemar des Schtroumpfs, Le
- Cave Noire
- Centipede
- Chachamaru Bōkenki 3: Abyss no Tō
- Chachamaru Panic
- Chalvo 55
- Championship Pool
- Chase H.Q.
- Chessmaster, The
- Chibi Maruko-Chan: Maruko Deluxe Gekijō
- Chibi Maruko-Chan: Okozukai Daisakusen!
- Chibi Maruko-Chan 2
- Chibi Maruko-Chan 3: Mezase! Game Taishō no Maki
- Chibi Maruko-Chan 4: Korega Nippon Dayo! Ōjisama
- Chiki Chiki Machine Mō-Race
- Chiki Chiki Tengoku
- Chikyū Kaihōgun ZAS
- Choplifter II
- Choplifter III
- Chō Majin Eiyūden: Wataru Mazekko Monster
- Chō Majin Eiyūden: Wataru Mazekko Monster 2
- Chōsoku Spinner
- Chuck Rock
- Cliffhanger
- Cœur de dragon
- Collection Pocket
- College Slam
- Cool Spot
- Cool World
- Cosmo Tank
- Coupe du monde 98
- Crayon Shin-Chan: Ora no Gokigen Collection
- Crayon Shin-Chan: Ora to Shiro wa Otomodachi da yo
- Crayon Shin-Chan 2: Ora to Wanpaku Gokko Dazo
- Crayon Shin-Chan 3: Ora no Gokigen Athletic
- Crayon Shin-Chan 4: Ora no Itazura Dai Henshin
- Crystal Quest
- Cult Jump
- Cult Master: Ultraman ni Miserarete
- Cutthroat Island
- Cyraid

## D
- Daedalian Opus
- Daffy Duck
- Dai-2-Ji Super Robot Taisen G
- Daikaijyū Monogatari: Miracle of the Zone
- Daiku no Gen-san: Robot Teikoku no Yabō
- Daisenryaku
- Darkman
- Days of Thunder
- Dead Heat Scramble
- Dennis the Menace
- Desert Strike: Return to the Gulf
- Dexterity
- Dick Tracy
- Die Maus
- Dig Dug
- Dino Breeder
- Dino Breeder 2
- Dirty Racing
- Disney's Darkwing Duck
- Disney's DuckTales
- Disney's DuckTales 2
- Disney's TaleSpin
- Disney's The Little Mermaid
- Dodge Boy
- Donald in Maui Mallard
- Donkey Kong
- Donkey Kong Land
- Donkey Kong Land 2
- Donkey Kong Land III
- Doraemon: Taiketsu Himitsu Dogu!!
- Doraemon 2: Animal Wakusei Densetsu
- Doraemon Kart
- Doraemon no Game Boy de Asobōyo: Deluxe 10
- Doraemon no Study Boy 1: Shō 1 Kokugo Kanji
- Doraemon no Study Boy 2: Shō 1 Sansū Keisan
- Doraemon no Study Boy 3: Ku Ku Master
- Doraemon no Study Boy 4: Shō ni Kokugo Kanji
- Doraemon no Study Boy 5: Shō 2 Sansū Keisan
- Doraemon no Study Boy 6: Gakushū Kanji Master 1006
- Double Dragon
- Double Dragon II (Nekketsu Kōha Kunio-Kun: Bangai Rantōhen)
- Double Dragon 3: The Arcade Game
- Double Yakuman
- Double Yakuman II
- Double Yakuman Jr.
- Downtown Nekketsu Kōshinkyoku
- Dr. Franken
- Dr. Franken II
- Dr. Mario
- Dragon Ball Z: Goku Gekitōden
- Dragon Ball Z: Goku Hishōden
- Dragon Slayer
- Dragon Slayer Gaiden: Nemuri no Ōkan
- Dragon's Lair: The Legend
- Dropzone
- Dungeon Land
- DX Baken-ō Z
- Dynablaster

## E
- Earthworm Jim
- Elevator Action
- Extra Bases
- Exodus: Journey to the Promised Land

## F
- F-1 Race
- F1 Pole Position
- F-15 Strike Eagle
- Faceball 2000
- Family Jockey
- Family Jockey 2: Meiba no Kettō
- Famista 2
- Famista 3
- Fastest Lap
- Felix the Cat
- Ferrari Grand Prix Challenge
- Fidgetts, The
- FIFA International Soccer
- FIFA Soccer 96
- FIFA 97
- FIFA 98 : En route pour la Coupe du monde
- Fighting Simulator: 2-in-1 Flying Warriors
- Final Fantasy Legend, The
- Final Fantasy Legend II
- Final Fantasy Legend III
- Final Reverse
- Fire Fighter
- Fish Dude
- Fist of the North Star
- Flappy Special
- Flash, The
- Fleet Commander Vs.
- Flintstones, The
- Flintstones, The: King Rock Treasure Island
- Flipull
- Football International
- Foreman For Real
- Fortified Zone
- Frank Thomas Big Hurt Baseball
- Franky, Joe and Dirk: On The Tiles
- Frisky Tom
- Fushigi no Dungeon: Fūrai no Shiren GB

## G
- G1 King! 3-Hitsu no Yosōya
- G Arms: Operation Gundam
- Galaga
- Galaxian
- Game and Watch Gallery
- Game and Watch Gallery 2
- Game Boy Gallery
- Game Boy Wars
- Game Boy Wars Turbo
- Game de Hakken!! Tamagotchi Osucchi to Mesucchi
- Game de Hakken!! Tamagotchi 2
- Game of Harmony, The
- Gamera: Daikaijū Kūchū Kessen
- Ganbare Goemon: Kurofune Tō no Nazo
- Ganbare Goemon: Sarawareta Ebisumaru!
- Ganso!! Yancha-Maru
- Garfield Labyrinth (The Real Ghostbusters, Mickey Mouse IV: Mahō no Labyrinth)
- Gargoyle's Quest
- Gargoyle's Quest II: The Demon Darkness
- Gauntlet II
- GB Genjin Land: Viva! Chikkun Ōkoku
- GB Pachi-Slot Hisshōhō Jr.
- GBKiss Mini Games
- Gear Works
- Gegege no Kitarō: Yōkai Sōzōshu Arawaru!
- Gekitō Power Modeler
- Gem Gem
- Genjin Collection
- Genjin Kotts
- Genki Bakuhatsu Ganbaruga
- George Foreman's KO Boxing
- Getaway, The: High Speed II
- Ghostbusters II
- Ginga
- Go Go Ackman
- Go! Go! Hitchhike
- Go! Go! Tank
- Goal!
- God Medicine: Fantasy Sekai no Tanjō
- God Medicine: Hukkoku Ban
- Godzilla
- Golf
- Gōkaku Boy Series: 99 Nendo Ban Eitango Center 1500
- Gōkaku Boy Series: Eijukugo Target 1000
- Gōkaku Boy Series: Eiken 2kyū Level no Kaiwa Hyōgen 333
- Gōkaku Boy Series: Eitango Target 1900
- Gōkaku Boy Series: Gakken - Kanyōku Kotowaza 210
- Gōkaku Boy Series: Gakken - Rekishi 512
- Gōkaku Boy Series: Gakken - Yojijukugo 288
- Gōkaku Boy Series: Kirihara Shoten Hinshutsu Eibunpō Gohō Mondai 1000
- Gōkaku Boy Series: Kōkō Nyūshi Derujun - Chūgaku Eijukugo 350
- Gōkaku Boy Series: Kōkō Nyūshi Derujun - Chūgaku Eitango 1700
- Gōkaku Boy Series: Kōkō Nyūshi Derujun - Kanji Mondai no Seifuku
- Gōkaku Boy Series: Kōkō Nyūshi Derujun - Rekishi Nendai Anki Point 240
- Gōkaku Boy Series: Kōkō Nyūshi Derujun - Rika Anki Point 250
- Gōkaku Boy Series: Nihonshi Target 201
- Gōkaku Boy Series: Shikakui Atama o Marukusuru - Jōshiki no Sho
- Gōkaku Boy Series: Shikakui Atama o Marukusuru - Kanji no Tatsujin
- Gōkaku Boy Series: Shikakui Atama o Marukusuru - Keisan no Tatsujin
- Gōkaku Boy Series: Shikakui Atama o Marukusuru - Kokugo Battle Hen
- Gōkaku Boy Series: Shikakui Atama o Marukusuru - Nanmon no Sho
- Gōkaku Boy Series: Shikakui Atama o Marukusuru - Rika Battle Hen
- Gōkaku Boy Series: Shikakui Atama o Marukusuru - Sansū Battle Hen
- Gōkaku Boy Series: Shikakui Atama o Marukusuru - Shakai Battle Hen
- Gōkaku Boy Series: Shikakui Atama o Marukusuru - Sūji de Asobō Sansū Hen
- Gōkaku Boy Series: Shikakui Atama o Marukusuru - Zukei no Tatsujin
- Gōkaku Boy Series: Yamakawa Ichimonittō - Nihonshi B Yōgo Mondaishū
- Gōkaku Boy Series: Yamakawa Ichimonittō - Sekaishi B Yōgo Mondaishū
- Gōkaku Boy Series: Z Kai (Reibun de Oboeru) Chūgaku Eigo 1132
- Gōkaku Boy Series: Z Kai (Reibun de Oboeru) Kyūkyoku no Komon Tango
- Gōkaku Boy Series: Z Kai Kyūkyoku no Eigo Kōbun 285
- Gōkaku Boy Series: Z Kai Kyūkyoku no Eijukugo 1017
- Gōkaku Boy Series: Z Kai Kyūkyoku no Eitango 1500
- Gradius: The Interstellar Assault
- Grander Musashi RV
- Great Greed
- Gremlins 2: The New Batch
- Gyogun Tanchiki: Pocket Sonar

## H
- Hal Wrestling
- Hammerin' Harry
- Harvest Moon GB
- Hatris
- Hayaoshi Quiz: Ōza Ketteisen
- Heavyweight Championship Boxing
- Heiankyo Alien
- Heisei Tensai Bakabon
- Heracles no Eikō: Ugokidashita Kamigami
- Hercule
- Hero Shūgō!! Pinball Party
- Hiden Inyō Kikōhō: Ca Da
- Higashio Osamu Kanshū Pro Yakyū Stadium '91
- Higashio Osamu Kanshū Pro Yakyū Stadium '92
- High Stakes Gambling
- Hit the Ice
- Hitori de Dekirumon! Cooking Densetsu
- Home Alone
- Home Alone 2: Lost in New York
- Hon Shogi
- Hong Kong
- Honmei Boy
- Honō no Dōkyūji: Dodge Danpei
- Hook
- Hudson Hawk
- Hugo (The Bugs Bunny Crazy Castle 2, Mickey Mouse)
- Hugo 2
- Humans, The
- Hunt for Red October, The
- Hyper Black Bass '95
- Hyper Dunk
- Hyper Lode Runner

## I
- Ikari no Yōsai 2
- In Your Face
- Incredible Crash Dummies, The
- Indiana Jones and the Last Crusade: The Action Game
- Un Indien dans la ville
- Initial D Gaiden
- International Superstar Soccer
- Ippatsu Gyakuten: DX Baken-ō
- Iron Man and X-O Manowar in Heavy Metal
- Ishida Masao no Tsumego Paradise
- Ishido: The Way of Stones
- Itchy and Scratchy in Miniature Golf Madness
- Itsudemo! Nyan to Wonderful

## J
- J.League Big Wave Soccer
- J.League Fighting Soccer: The King of Ace Strikers
- J.League Live '95
- J.League Supporter Soccer
- J.League Winning Goal
- Jack Nicklaus Golf
- James Bond 007
- Jankenman
- Janshirō
- Janshirō II: Sekai Saikyō no Janshi
- Jantaku Boy
- Jeep Jamboree: Off Road Adventure
- Jelly Boy
- Jeopardy!
- Jeopardy! Platinum Edition
- Jeopardy! Sports Edition
- Jeopardy! Teen Tournament
- Jetsons, The: Robot Panic
- Jikū Senki Mu
- Jinsei Game
- Jinsei Game Densetsu
- Joe and Mac: Caveman Ninja
- Jordan vs. Bird: One-on-One
- Joshua and the Battle of Jericho
- Judge Dredd
- Jungle no Ōja Tar-chan
- Jungle Strike
- Jungle Wars
- Jurassic Park
- Jurassic Park Part 2: The Chaos Continues

## K
- Kaeru no Tame ni Kane wa Naru
- Kaijū-ō Godzilla
- Kamen Rider SD: Hashire! Mighty Riders
- Kandume Monsters
- Karakuri Kengō Den Musashi Lord
- Karamuchō no Daijiken
- Kaseki Sōsei Reborn
- Katsuba Yosō Keiba Kizoku
- Katsuba Yosō Keiba Kizoku EX '94
- Katsuba Yosō Keiba Kizoku EX '95
- Kattobi Road
- Keitai Keiba Eight Special
- Ken Griffey Jr. Presents Major League Baseball
- Kenyū Densetsu Yaiba
- Kid Dracula
- Kid Icarus: Of Myths and Monsters
- Kikō Keisatsu Metal Jack
- Killer Instinct
- King James Bible
- King of Fighters '95, The
- King of Fighters, The: Heat of Battle
- King of the Zoo
- Kingyo Chūihō!
- Kingyo Chūihō! 2 Gyopichan o Sagase!
- Kininkō Maroku Oni
- Kinnikuman: The Dream Match
- Kirby's Block Ball
- Kirby's Dream Land
- Kirby's Dream Land 2
- Kirby's Pinball Land
- Kirby's Star Stacker
- Kitchen Panic
- Kiteretsu Daihyakka: Bōken Ooedo Juraki
- Kizuchida Quiz da Gen-San Da!
- Klax
- Klustar
- Knight Quest
- Koi Wa Kakehiki
- Konami GB Collection Vol. 1
- Konami GB Collection Vol. 2
- Konami GB Collection Vol. 3
- Konami GB Collection Vol. 4
- Konami Golf
- Konchū Hakase
- Koro Dice
- Kōkiatsu Boy
- Krusty's Fun House
- Kuma no Pūtarō: Takara Sagashi da Ooiri Game Battle!
- Kung-Fu Master
- Kunio-Kun no Jidaigeki Dayo Zenin Shūgō!
- Kūsō Kagaku Sekai Gulliver Boy: Kūsō Kagaku Puzzle - Puritto Pon
- Kwirk

## L
- Lamborghini American Challenge
- Last Action Hero
- Lawnmower Man, The
- Lazlos' Leap
- Legend
- Legend of Prince Valiant, The
- Legend of the River King
- Legend of Zelda, The: Link's Awakening
- Lemmings
- Lemmings 2: The Tribes
- Lingo
- Little Master: Likebahn no Densetsu
- Little Master 2: Raikō no Kishi
- Livre de la jungle, Le
- Lock 'n' Chase
- Lode Runner
- Looney Tunes
- Looney Tunes : Bab's Big break
- Looney Tunes 2: Tasmanian Devil in Island Chase
- Loopz
- Lost World, The: Jurassic Park
- Lucky Luke
- Lucle
- Lunar Lander

## M
- Mach GoGoGo
- Madden NFL '95
- Madden NFL '96
- Madden NFL '97
- Magical Tarurūto-kun
- Magical Tarurūto-kun 2: Raiba Zone Panic!!
- Magnetic Soccer
- Mahō Kishi Rayearth
- Mahō Kishi Rayearth 2nd: The Missing Colors
- Mahōjin Guru Guru
- Malibu Beach Volleyball
- Marble Madness
- Marchen Club
- Mario and Yoshi
- Mario's Picross
- Marmalade Boy
- Maru's Mission
- Masakari Densetsu: Kintarō Action-Hen
- Masakari Densetsu: Kintarō Role-Playing-Hen
- Master Karateka
- Maus, Die
- Max
- McDonaldland (Spot: The Cool Adventure)
- Medarot (Kabuto et Kuwagata)
- Medarot: Parts Collection
- Medarot: Parts Collection 2
- Mega Man: Dr. Wily's Revenge
- Mega Man II
- Mega Man III
- Mega Man IV
- Mega Man V
- Megalit
- Megami Tensei Gaiden: Last Bible
- Megami Tensei Gaiden: Last Bible II
- Meitantei Conan: Chika Yūenchi Satsujin Jiken
- Meitantei Conan: Giwaku no Gōka Ressha
- Mercenary Force
- Metal Masters
- Metroid II: Return of Samus
- Mickey Mouse
- Mickey Mouse: Magic Wands!
- Mickey's Dangerous Chase
- Mickey's Ultimate Challenge
- Micro Machines
- Micro Machines 2: Turbo Tournament
- Midori no Makibaō
- Mighty Morphin Power Rangers
- Mighty Morphin Power Rangers: The Movie
- Mikineko Holmes no Kishi Michi
- Milon's Secret Castle
- Miner 2049er
- Minesweeper
- Mini-4 Boy
- Mini-4 Boy II
- Mini-Putt
- Mini-Yonku GB: Let's and Go!!
- Mini-Yonku GB: Let's and Go!! All-Star Battle MAX
- Miracle Adventure Esparks
- Missile Command
- MoguMogu Gombo: Harukanaru Chō Ryōri Densetsu
- Mogura de Pon!
- Mole Mania
- Momotarō Collection
- Momotarō Collection 2
- Momotarō Dengeki: Momotaro Thunderbolt
- Momotarō Dengeki 2
- Momotarō Densetsu Gaiden
- Momotarō Dentetsu Jr. - Zenkoku Ramen Meguri no Maki
- Money Idol Exchanger
- Monopoly
- Monster Maker
- Monster Maker: Barcode Saga
- Monster Maker 2
- Monster Max
- Monster Race
- Monster Race Okawari
- Monster Truck
- Monster Truck Wars
- Montezuma's Return!
- Mortal Kombat
- Mortal Kombat 3
- Mortal Kombat II
- Motocross Maniacs
- Mouse Trap Hotel
- Mr. Chin's Gourmet Paradise
- Mr. Do!
- Mr. Go no Baken Tekichū Sube
- Mr. Nutz
- Ms. Pac-Man
- MTV's Beavis and Butt-Head
- Muhammad Ali Heavyweight Boxing
- Mulan
- Mysterium
- Mystic Quest
- Mystical Ninja starring Goemon

## N
- Nada Asatarō and Kojima Takeo no Jissen Mahjong Kyōshitsu
- Nada Asatarō no Powerful Mahjong: Tsugi no Itte 100 Dai
- Nail 'N Scale
- Nakajima Satoru F-1 Hero GB: World Championship '91
- Namco Classic
- Namco Gallery Vol. 1
- Namco Gallery Vol. 2
- Namco Gallery Vol. 3
- Nangoku Shōnen Papuwa-kun: Ganmadan no Yabō
- Nanonote
- Navy Blue '90
- Navy Blue '98
- Navy Seals
- NBA All-Star Challenge
- NBA All-Star Challenge 2
- NBA Jam
- NBA Jam: Tournament Edition
- NBA Live 96
- Nectaris GB
- Nekketsu Kōkō Dodge Ball-Bu
- Nekketsu! Beach Volley dayo Kunio-Kun
- Nekojara Monogatari
- Nemesis
- Nemesis II: The Return of the Hero
- Nettō Garō Densetsu 2: Aratanaru Tatakai
- New Chessmaster, The
- NFL Football
- NFL Quarterback Club
- NFL Quarterback Club II
- NFL Quarterback Club 96
- NHL Hockey 95
- NHL 96
- Nichibutsu Mahjong: Yoshimoto Gekijō
- Nigel Mansell's World Championship Racing
- Nikkan Berutomo Club
- Ninja Boy
- Ninja Boy 2
- Ninja Spirit
- Ninja Taro
- Ninku
- Ninku Dai-2-Tama: Ninku Sensōhen
- Nintama Rantarō GB
- Nintama Rantarō GB: Eawase Challenge Puzzle
- Nintendo World Cup
- Nippon Daihyō Team: Eikō no Eleven
- NIV Bible and the Lost Levels of Joshua
- Nobunaga's Ambition
- Nontan to Issho: Kuru Kuru Puzzle
- Noobow

## O
- Oddworld Adventures
- Olympic Summer Games: Atlanta 1996
- Oni II: Innin Densetsu
- Oni III: Kuro no Hakaishin
- Oni IV: Kishin no Ketsuzoku
- Oni V: Innin no Tsugumono
- Onigashima Pachinko-Ten
- Othello
- Othello World
- Otogi Banashi Taisen
- Ottos Ottifanten: Baby Brunos Alptraum
- Out of Gas
- Oyatsu Quiz Mogumogu Q

## P
- Pac-In-Time
- Pac-Man
- Pac-Panic
- Pachi-Slot Hisshō Guide GB
- Pachi-Slot Kids
- Pachi-Slot Kids 2
- Pachi-Slot Kids 3
- Pachi-Slot World Cup '94
- Pachinko CR Daiku no Gen-San GB
- Pachinko Data Card
- Pachinko Kaguya Hime
- Pachinko Monogatari Gaiden
- Pachinko Seiyūki
- Pachinko Time
- Pachiokun
- Pachiokun 2
- Pachiokun 3
- Pachiokun Game Gallery
- Pachiokun Puzzle Castle
- Pagemaster, The
- Painter Momopie
- Palamedes
- Panel Action Bingo
- Panel no Ninja Kesamaru
- Pang
- Paperboy
- Paperboy 2
- Parasol Henbee
- Parasol Stars
- Parodius
- Patlabor: The Mobile Police
- Peetan
- Peke to Poko no Daruman Busters
- Penguin Land
- Penta Dragon
- PGA European Tour
- PGA Tour 96
- Phantom Air Mission
- Picross 2
- Pierre le Chef is... Out to Lunch
- Pinball Deluxe
- Pinball Dreams
- Pinball Fantasies
- Pinball Mania
- Pinball: Revenge of the Gator
- Pingu: Sekai de Ichiban Genki na Penguin
- Pinocchio
- Pipe Dream
- Pit-Fighter
- Play Action Football
- Pocahontas
- Pocket Bass Fishing
- Pocket Battle
- Pocket Bomberman
- Pocket Densha
- Pocket Family GB
- Pocket Golf
- Pocket Kanjirō
- Pocket Kyoro-Chan
- Pocket Love
- Pocket Love 2
- Pocket Mahjong
- Pocket Puyo Puyo 2
- Pocket Shogi
- Pocket Stadium
- Pokémon Rouge et Bleu
- Pokémon Jaune
- Pokonyan!
- Ponta to Hinako no Chindōchū
- Pop Up
- Pop'n TwinBee
- Popeye
- Popeye 2
- Populous
- Power Mission
- Power Pro GB
- Power Racer
- Prehistorik Man
- Pri Pri Primitive Princess!
- Primal Rage
- Prince of Persia
- Pro Mahjong Kiwame GB
- Probotector
- Probotector 2
- Prophecy: The Viking Child
- Punisher, The: The Ultimate Payback!
- Purikura Pocket
- Purikura Pocket 2
- Purikura Pocket 3
- Puyo Puyo
- Puzzle Nintama Rantarō
- Puzznic
- Pyramids of Ra

## Q
- Q Billion
- Q*bert
- Qix
- Quarth
- Quatre Dinosaures et le Cirque magique, Les
- Quiz Nihon Mukashi Banashi: Athena no Hatena
- Quiz Sekai wa Show by Shōbai!!

## R
- R-Type
- R-Type II
- Race Days
- Race Drivin'
- Racing Damashii
- Radar Mission
- Raging Fighter
- Rampart
- Ranma 1/2: Kakugeki Mondō!!
- Ranma 1/2: Kakuren Bodesu Match
- Ranma 1/2: Netsuretsu Kakutōhen
- Rats!
- Ray-Thunder
- Razmoket, le film - Les
- Real Bout Fatal Fury Special
- Ren and Stimpy Show, The: Space Cadet Adventures
- Ren and Stimpy Show, The: Veediots!
- Renju Club: Gomoku Narabe
- Rentaiō
- Riddick Bowe Boxing
- Ring Rage
- Rise of the Robots
- Road Rash
- Roadster
- Robin des Bois, prince des voleurs
- RoboCop
- RoboCop 2
- RoboCop versus The Terminator
- Rock'n! Monster!!
- RodLand
- Roger Clemens' MVP Baseball
- Roi lion, Le
- Rolan's Curse
- Rolan's Curse 2
- Romance of the Three Kingdoms

## S
- Sagaia
- Saint Paradise
- Sakigake!! Otokojuku: Meikōshima Kessen
- Same Game
- Samurai Shodown
- Samurai Shodown III: Blades of Blood
- Sanrio Carnival
- Sanrio Carnival 2
- Sanrio Uranai Party
- Schtroumpfs, Les
- Schtroumpfs autour du monde, Les
- Scotland Yard
- SD Gundam Gaiden: Knight Gundam Monogatari
- SD Gundam Gaiden: Lacroan' Heroes
- SD Gundam: SD Sengokuden - Kunitori Monogatari
- SD Gundam: SD Sengokuden 2 - Tenka Tōitsu Hen
- SD Gundam: SD Sengokuden 3 - Chijō Saikyō Hen
- SD Hiryu no Ken Gaiden
- SD Hiryu no Ken Gaiden 2
- SD Lupin Sansei: Kinko Yaburi Daisakusen
- Sea Battle
- SeaQuest DSV
- Sensible Soccer: European Champions
- Serpent
- Shadow Warriors
- Shanghai
- Shanghai Pocket
- Shaq Fu
- Shikinjō
- Shin Keiba Kizoku Pocket Jockey
- Shin Nippon Pro Wrestling: Tōkon Sanjushi
- Shin SD Gundam Gaiden: Knight Gundam Monogatari
- Shinri Game, The
- Shinri Game 2, The
- Shinseiki GPX Cyber Formula
- Shippū! Iron Leaguer
- Shisenshō: Match-Mania
- Shōgi
- Shōgi Saikyō
- Shōnen Ashibe
- Shuyaku Sentai Irem Fighter
- Side Pocket
- Simpsons: Bart and the Beanstalk, The
- Skate or Die: Bad'n Rad
- Skate or Die: Tour de Thrash
- Slam Dunk: Gakeppuchi no Kesshō League
- Slam Dunk 2: Zenkoku e no Tip Off
- Small Soldiers
- Sneaky Snakes
- Snoopy's Magic Show
- Snoopy no Hajimete no Otsukai
- Snow Bros.: Nick and Tom
- Soccer
- Soccer Mania
- Solar Striker
- Soldam
- Solitaire FunPak
- Solomon's Club
- Soreyuke! Amida-kun
- Soreyuke!! Kid
- Space Invaders
- Spanky's Quest
- Speedball 2
- Speedy Gonzales
- Spider-Man and the X-Men: Arcade's Revenge
- Spider-Man 2
- Spider-Man 3: Invasion of the Spider-Slayers
- Spirit of F-1, The
- Spiritual Warfare
- Spirou
- Splitz
- Sports Collection
- Sports Illustrated: Golf Classic
- Sports Illustrated: Championship Football and Baseball
- Sports Illustrated for Kids: The Ultimate Triple Dare
- Spot: The Video Game
- Spud's Adventure
- Spy vs. Spy
- Square Deal
- Star Hawk
- Star Sweep
- Star Trek: 25th Anniversary
- Star Trek Generations: Beyond the Nexus
- Star Trek: The Next Generation
- Star Wars
- Star Wars: The Empire Strikes Back
- Stargate
- Stop That Roach!
- Street Fighter II
- Street Racer
- Sumo Fighter
- Sunsoft Grand Prix
- Super B-Daman: Fighting Phoenix
- Super Battletank
- Super BikkuriMan
- Super Black Bass
- Super Black Bass Pocket 2
- Super Chase H.Q.
- Super Chinese Fighter GB
- Super Chinese Land 1-2-3 Dash
- Super Chinese Land 3
- Super James Pond
- Super Kick Off
- Superman : Retour à Minneapolis
- Super Mario Land
- Super Mario Land 2: 6 Golden Coins
- Super Momotarō Dentetsu
- Super Momotarō Dentetsu II
- Super Off Road
- Super Pachinko Taisen
- Super R.C. Pro-Am
- Super Robot Taisen
- Super Scrabble
- Super Star Wars: Return of the Jedi
- Super Street Basketball
- Super Street Basketball 2
- Superman
- Suzuki Aguri no F-1 Super Driving
- Swamp Thing
- Sword of Hope, The
- Sword of Hope II

## T
- T2: The Arcade Game
- Taikyoku Renju
- Tail 'Gator
- Taito Variety Pack
- Taiyō no Tenshi Marlow: O Hanabatake wa Dai-Panic
- Taiyō no Yūsha Fighbird GB
- Tamagotchi
- Tarzan: Lord of the Jungle
- Tasmania Story
- Taz-Mania
- Tecmo Bowl
- Teenage Mutant Hero Turtles: Fall of the Foot Clan
- Teenage Mutant Hero Turtles II: Back from the Sewers
- Teenage Mutant Hero Turtles III: Radical Rescue
- Tekichū Rush
- Tekkyu Fight! The Great Battle Gaiden
- Tenchi o Kurau
- Tenjin Kaisen 2: Yomihon Yumegoyomi
- Tennis
- Terminator 2: Judgment Day
- Tesserae
- Tetris
- Tetris 2
- Tetris Attack
- Tetris Blast
- Tetris Plus
- Thunderbirds
- Tintin au Tibet
- Tintin : Le Temple du Soleil
- Tiny Toon Adventures: Babs' Big Break
- Tiny Toon Adventures 2: Montana's Movie Madness
- Tiny Toon Adventures: Wacky Sports Challenge
- Tip Off
- Titi et Grosminet : Déjeuner en cavale
- Titus the Fox: To Marrakech and Back
- Tokio Senki: Eiyū Retsuden
- Tokoro's Mahjong Jr.
- Tokyo Disneyland: Fantasy Tour
- Tokyo Disneyland: Mickey no Cinderella Shiro Mystery Tour
- Tom and Jerry
- Tom and Jerry: Frantic Antics!
- Top Gun: Guts and Glory
- Top Rank Tennis
- Torpedo Range
- Total Carnage
- Tottemo! Lucky Man: Lucky Cookie Minna Daisuki!!
- Tower of Druaga, The
- Toxic Crusaders
- Toy Story
- Track and Field
- Track Meet
- Trax
- Trip World
- True Lies
- Trump Boy
- Trump Boy II
- Trump Collection GB
- Tsume Go Series 1: Fujisawa Hideyuki Meiyo Kisei
- Tsume Shōgi Hyakuban Shōbu
- Tsume Shōgi Kanki Godan
- Tsume Shōgi Mondai Teikyō: Shōgi Sekai
- Tsuri Sensei
- Tumble Pop
- Turok: Battle of the Bionosaurs
- Turrican
- TV Champion
- Twin

## U
- Uchiiwai: Kyōdai Kamiwaza no Puzzle Game
- Uchū no Kishi Tekkaman Blade
- Uchū Senkan Yamato
- Ultima: Runes of Virtue
- Ultima: Runes of Virtue 2
- Ultraman
- Ultraman Ball
- Ultraman Chō Tōshi Gekiden
- Ultraman Club: Teki Kaijū o Hakken Seyo!
- Umi no Nushi Tsuri 2
- Undercover Cops Gaiden: Hakaishin Garumaa
- Uno
- Uno: Small World
- Uno: Small World 2
- Universal Soldier
- Urban Strike
- Urusei Yatsura: Miss Tomobiki o Sagase!

## V
- V-Rally: Championship Edition
- Vattle Giuce
- Vegas Stakes
- Versus Hero: Kakutō-Ō e no Michi
- Volley Fire

## W
- Wario Blast: Featuring Bomberman!
- Wario Land: Super Mario Land 3
- Wario Land II
- Waterworld
- Wave Race
- Wayne's World
- WCW: The Main Event
- Wedding Peach: Jamapii Panic
- Welcome Nakayoshi Park
- Wheel of Fortune
- Who Framed Roger Rabbit
- WildSnake
- Winner's Horse
- Winter Gold
- Wizardry Gaiden I: Suffering of the Queen
- Wizardry Gaiden II: Curse of the Ancient Emperor
- Wizardry Gaiden III: Scripture of the Dark
- Wizards and Warriors X: Fortress of Fear
- Word Zap
- Wordtris
- World Beach Volley
- World Bowling
- World Cup USA '94
- World Heroes 2 Jet
- World Ice Hockey
- Worms
- WWF King of the Ring
- WWF Raw
- WWF Superstars
- WWF Superstars 2
- WWF War Zone

## X
- X
- Xenon 2
- Xerd no Densetsu
- Xerd no Densetsu II

## Y
- Yakuman
- Yannick Noah Tennis
- Yogi Bear in Yogi Bear's Goldrush
- Yoshi's Cookie
- Yu-Gi-Oh! Duel Monsters
- Yū Yū Hakusho
- Yū Yū Hakusho Dai-2-dan: Ankoku Bujutsu Kai
- Yū Yū Hakusho Dai-3-dan: Makai no Tobira
- Yū Yū Hakusho Dai-4-dan: Makai Tōitsu

## Z
- Zen: Intergalactic Ninja
- Zen-Nippon Pro Wrestling Jet
- Zettai Muteki Raijin-Oh
- Zoids Densetsu
- Zool
- Zoop

- Haut – A
- B
- C
- D
- E
- F
- G
- H
- I
- J
- K
- L
- M
- N
- O
- P
- Q
- R
- S
- T
- U
- V
- W
- X
- Y
- Z